# Doug Collins (cầu thủ bóng đá)
John Douglas "Doug" Collins (sinh ngày 28 tháng 8 năm 1945) là một cựu cầu thủ bóng đá người Anh thi đấu ở vị trí tiền vệ. Năm 1979, ông có khoảng thời gian ngắn ở vị trí cầu thủ-huấn luyện viên của Rochdale.